# Ruspolia riparius
Ruspolia riparius är en insektsart som först beskrevs av Piza Jr. 1983.  Ruspolia riparius ingår i släktet Ruspolia och familjen vårtbitare. Inga underarter finns listade i Catalogue of Life.